# Ariolica chinensis
Ariolica chinensis är en fjärilsart som beskrevs av Swinhoe 1902. Ariolica chinensis ingår i släktet Ariolica och familjen trågspinnare. Inga underarter finns listade i Catalogue of Life.